# Ermita de El Rocío
El santuario de Nuestra Señora del Rocío, conocido popularmente como la ermita del Rocío, es un templo situado en la aldea de El Rocío, Almonte, provincia de Huelva. En la ermita se encuentra la Virgen del Rocío. El santuario actual fue diseñado por Antonio Delgado y Roig y Alberto Balbontín de Orta y se terminó en 1969.
La Romería de El Rocío, celebrada todos los años para la festividad de esta advocación en Pentecostés, congrega a cientos de miles de personas. Une al carácter religioso el folclórico, el ambiental y el lúdico. Ha sido considerada una de las manifestaciones populares más relevantes de España.
En 2006 la aldea y su ermita fueron declaradas bien de interés cultural.

## Historia

### La ermita bajomedieval
Alfonso X conquistó Almonte en la segunda mitad del siglo XIII y desde 2016 tiene allí una estatua conmemorativa. Según el académico Juan Infante Galán debió ser este monarca el que levantó la ermita a la Virgen en un paraje conocido como Las Rocinas.
En el Archivo Ducal de Medina Sidonia de Sanlúcar de Barrameda se conserva un deslinde de 1335 donde está la primera referencia por escrito a Santa María de las Rocinas.
El Libro de la montería de Alfonso XI, datado entre 1342 y 1350, dedica sus siete últimos capítulos a los lugares de caza de Andalucía. Menciona en el entorno de Niebla "una tierra quel dicen las Rocinas" y añade que los mejores sotos son los que se encuentran "cabo en iglesia que dicen Sancta Maria de las Roçinas".
En 1587 el sevillano Baltasar Tercero estableció en su testamento que, con su legado, se constituyese una capellanía en la ermita. Esta quedó establecida en 1598.
La primera vez que se llama a la Virgen como del "Rocío" es en un documento del Ayuntamiento de Almonte del 25 de abril de 1653.
Ya en 1724 se denominaba a la ermita como Real Santuario.

### Segunda ermita (1760)
El terremoto de Lisboa de 1755 dejó la ermita en ruinas. La Virgen del Rocío fue trasladada a la Parroquia de Almonte. Las obras de la nueva ermita terminaron en 1760 y la Virgen fue trasladada de nuevo a la misma.

### Ermita actual (1969)

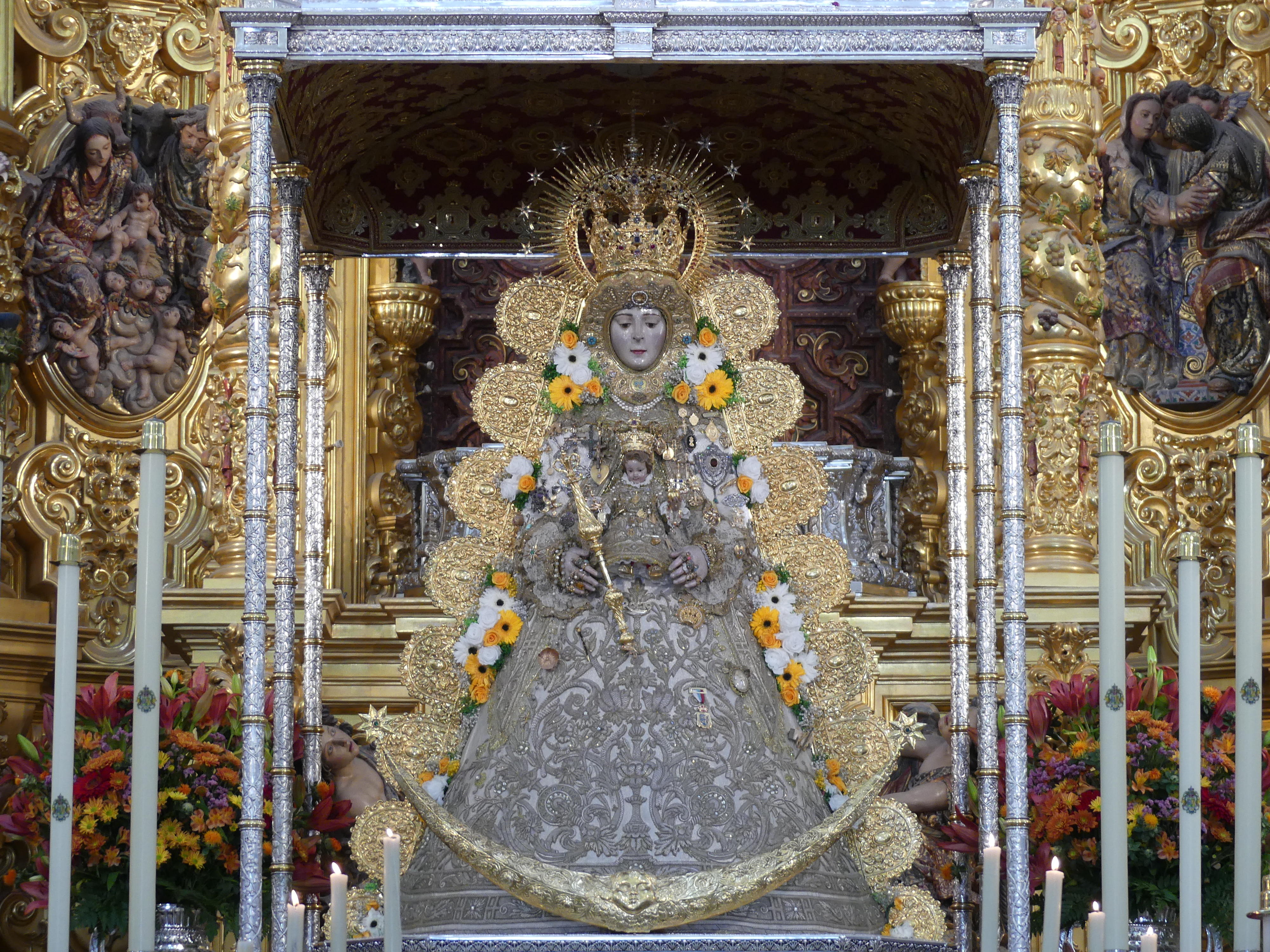
Virgen del Rocío, en el interior de la ermita.

En 1961, el Cabildo de la Hermandad Matriz de Almonte -presidida por Antonio Millán Pérez- decidió levantar un nuevo santuario, que recibió el impulso del primer obispo de Huelva, Pedro Cantero Cuadrado, quien colocó la primera piedra el 26 de enero de 1964. Fue proyectada por los arquitectos Alberto Balbontín de Orta y Antonio Delgado y Roig con planta de cruz latina, tres naves, un triforio y al fondo, la capilla mayor. La ermita fue bendecida el 12 de abril de 1969 por el entonces obispo de Huelva, José María García Lahiguera, y el domingo 13 de abril, la Virgen del Rocío entró por primera vez en su nuevo templo.
En 1973 la ermita y el entorno fueron clasificados por el gobierno como Paraje Pintoresco, aunque este reconocimiento no aclaraba el ámbito de protección.
En 2006 fue clasificada como Bien de Interés Cultural, en la categoría de Sitio Histórico.
En el año 2012 la ermita del Rocío se vinculó a la Basílica de Santa María la Mayor de Roma.

## Galería de imágenes

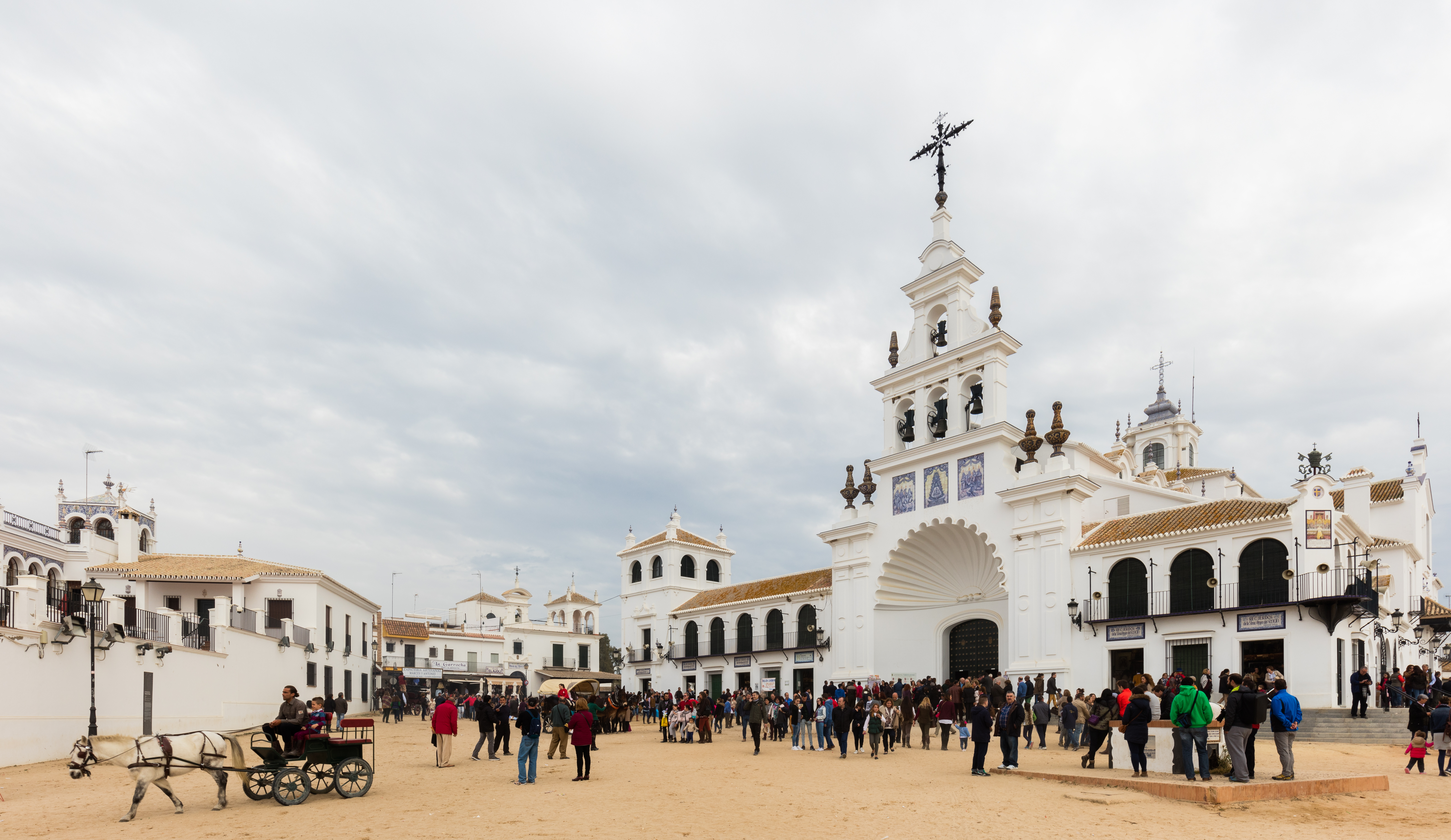
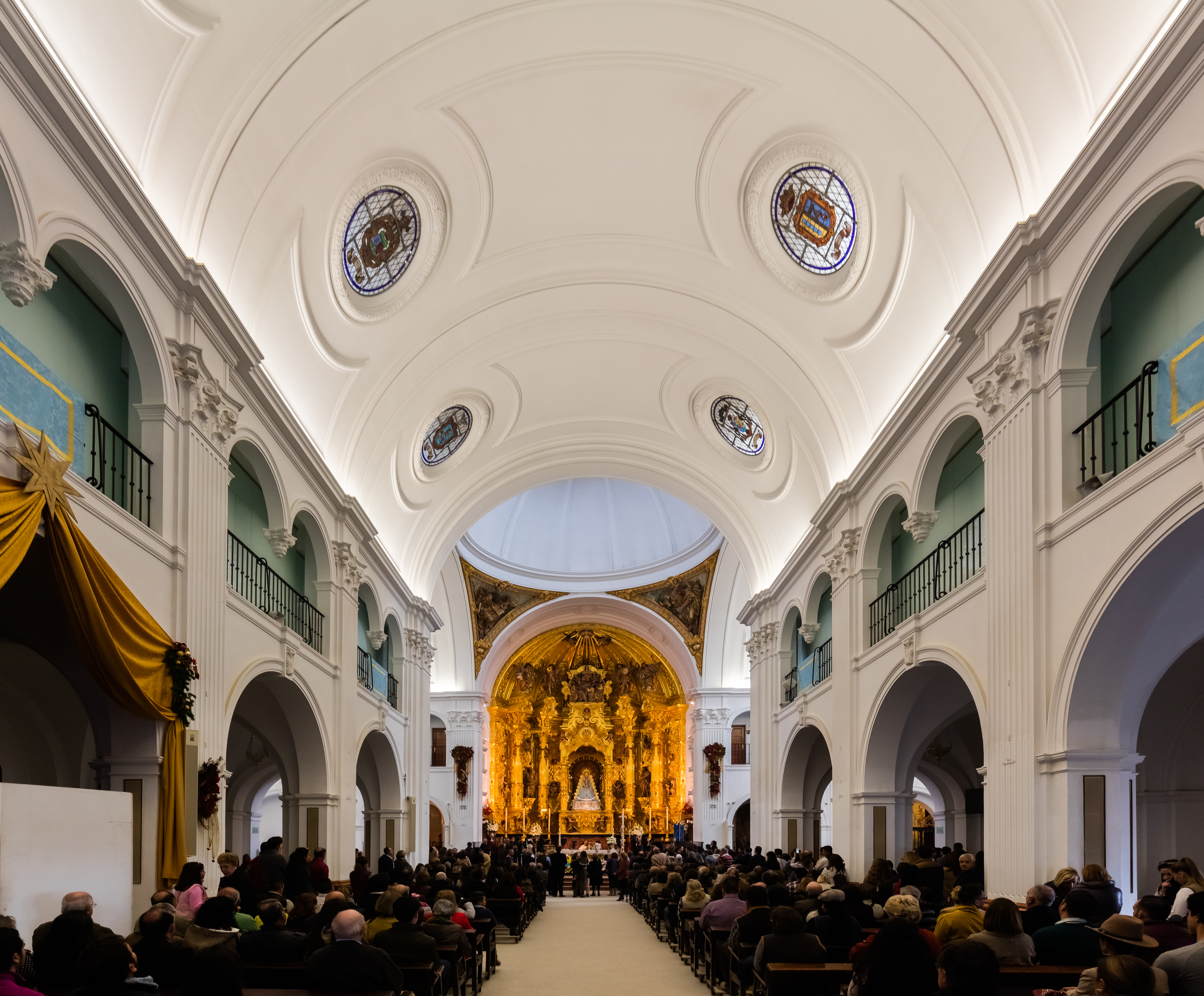
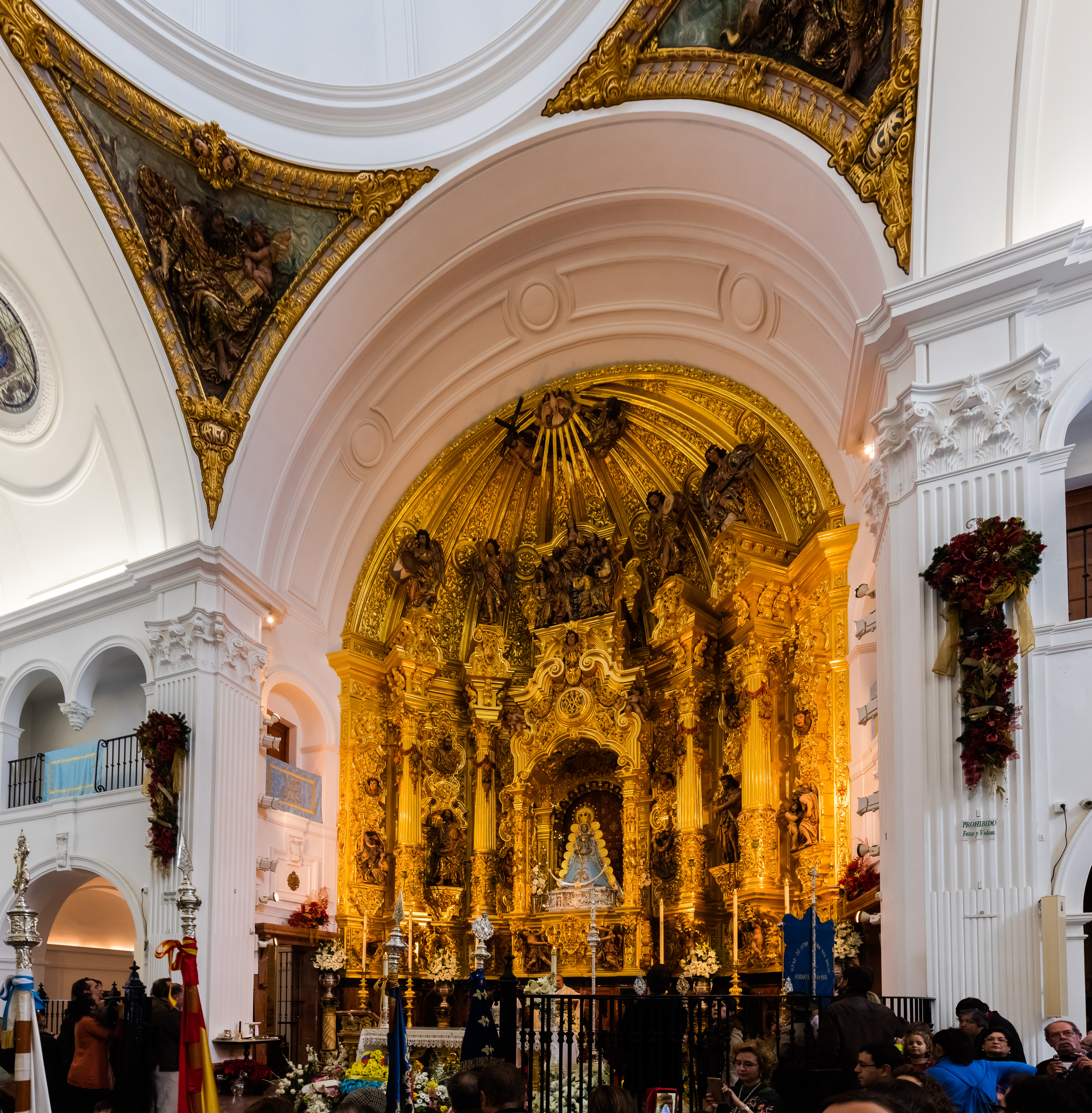
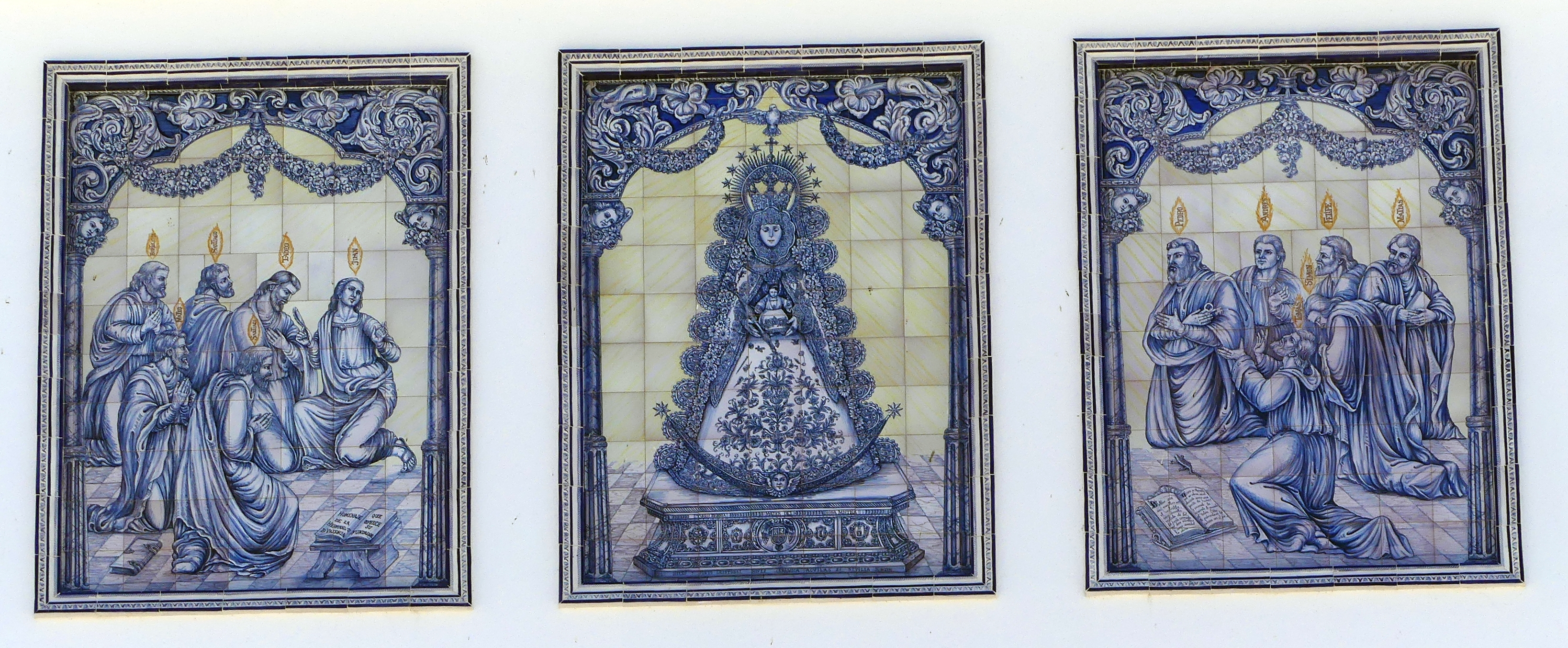
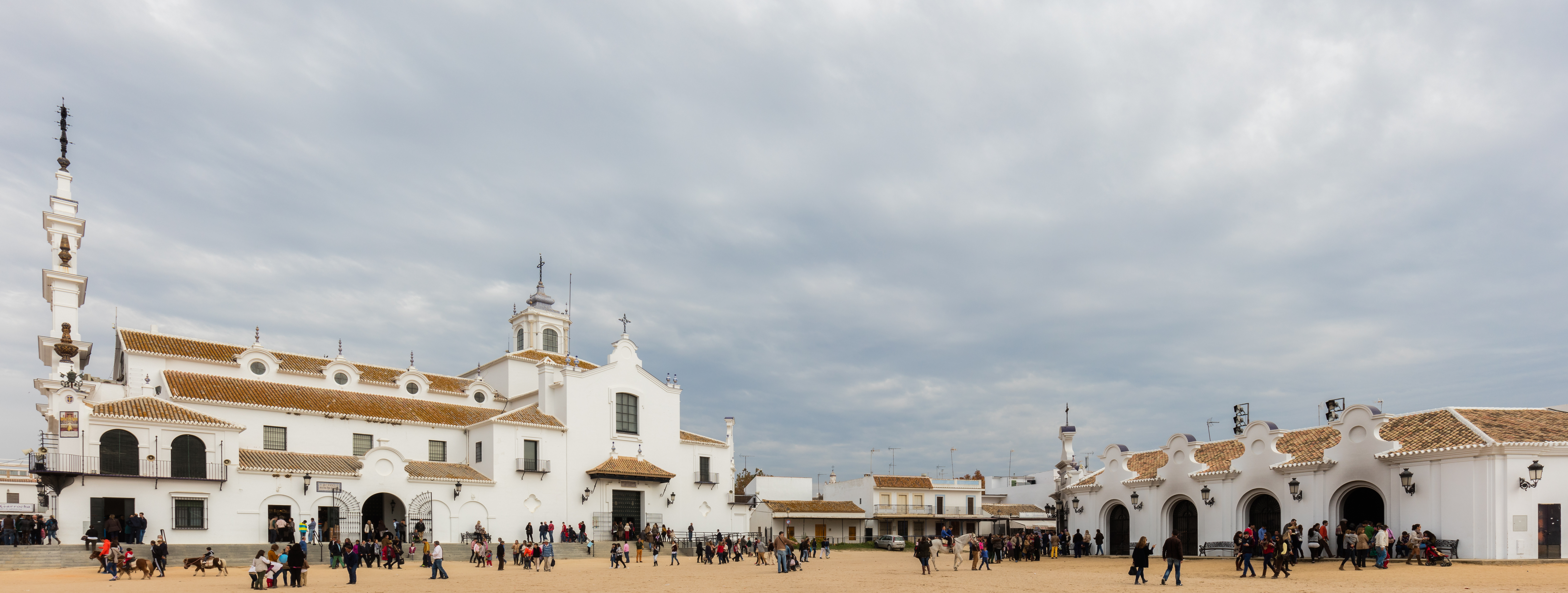
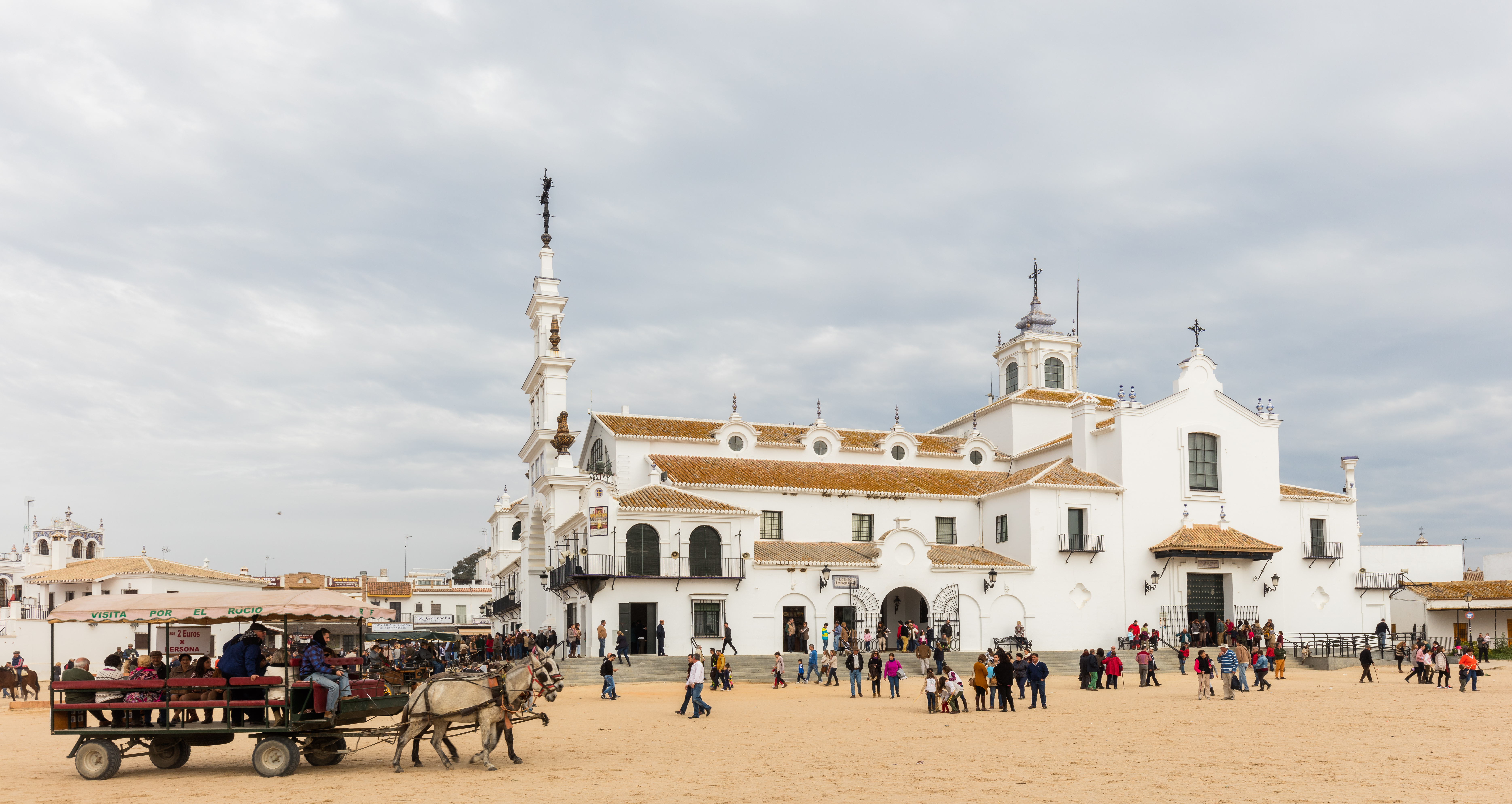
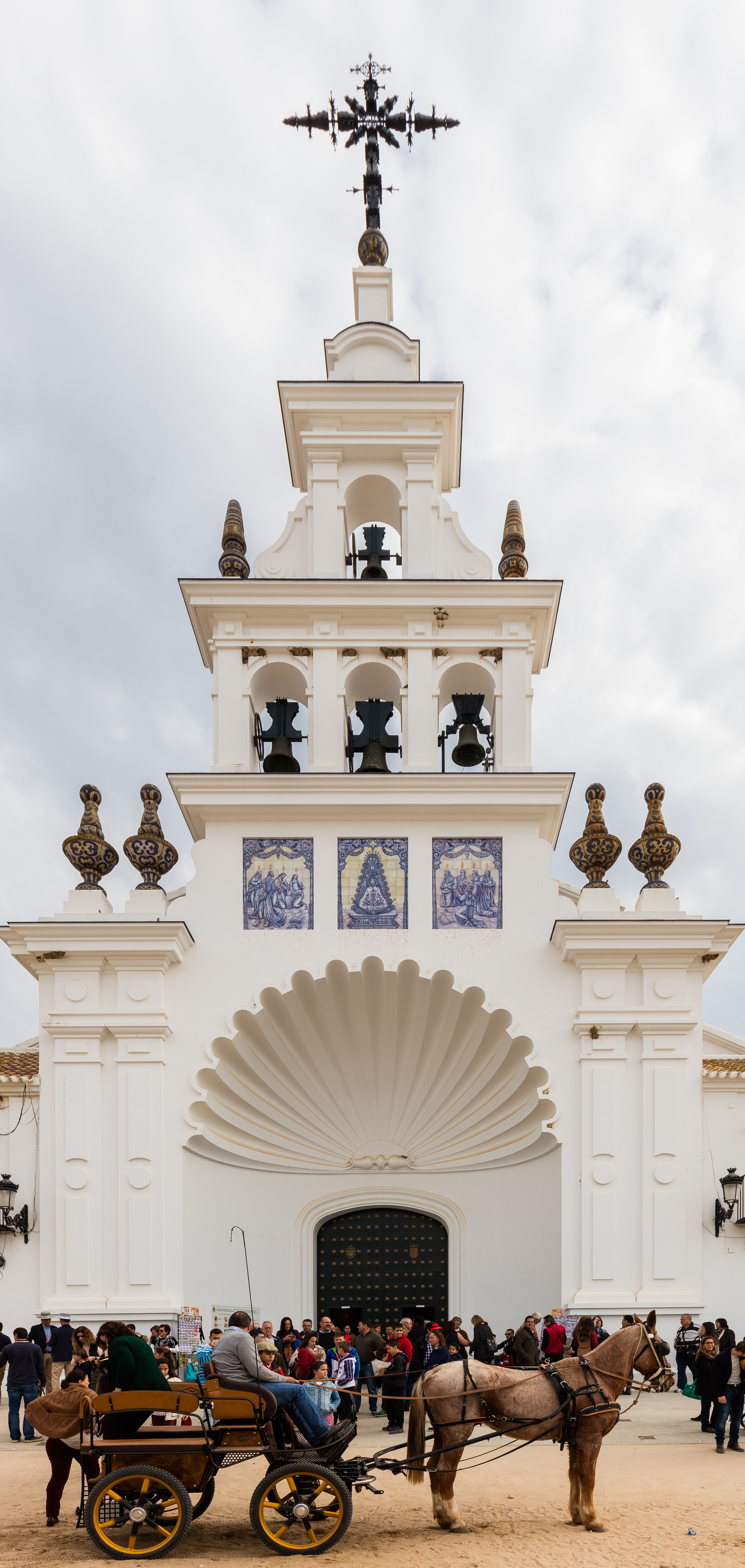

Santuario actual 